# Xanthosphaera
Xanthosphaera är ett släkte av skalbaggar som beskrevs av Leon Fairmaire 1859. Xanthosphaera ingår i familjen mycelbaggar.
Kladogram enligt Dyntaxa:
| Xanthosphaera | \| \| Xanthosphaera minuta \| \| \| \| \| \| Xanthosphaera vittata \| \| \| \| |
|               | \| \| Xanthosphaera minuta \| \| \| \| \| \| Xanthosphaera vittata \| \| \| \| |
|               | Agaricophagus                                                                  |
|               |                                                                                |
|               | Agathidium                                                                     |
|               |                                                                                |
|               | Amphicyllis                                                                    |
|               |                                                                                |
|               | Anisotoma                                                                      |
|               |                                                                                |
|               | Catops                                                                         |
|               |                                                                                |
|               | Choleva                                                                        |
|               |                                                                                |
|               | Colenis                                                                        |
|               |                                                                                |
|               | Colon                                                                          |
|               |                                                                                |
|               | Cyrtusa                                                                        |
|               |                                                                                |
|               | Dreposcia                                                                      |
|               |                                                                                |
|               | Eocatops                                                                       |
|               |                                                                                |
|               | Hydnobius                                                                      |
|               |                                                                                |
|               | Leptinus                                                                       |
|               |                                                                                |
|               | Liodes                                                                         |
|               |                                                                                |
|               | Liodopria                                                                      |
|               |                                                                                |
|               | Nargus                                                                         |
|               |                                                                                |
|               | Nemadus                                                                        |
|               |                                                                                |
|               | Platypsyllus                                                                   |
|               |                                                                                |
|               | Ptomaphagus                                                                    |
|               |                                                                                |
|               | Sciodrepoides                                                                  |
|               |                                                                                |
|               | Sogda                                                                          |
|               |                                                                                |
|               | Triarthron                                                                     |
|               |                                                                                |
|               | Xanthosphaera minuta                                                           |
|               |                                                                                |
|               | Xanthosphaera vittata                                                          |
|               |                                                                                |

|  | Xanthosphaera minuta  |
|  |                       |
|  | Xanthosphaera vittata |
|  |                       |